# Utena

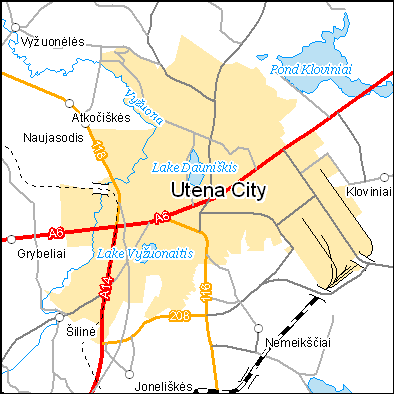
Stadskarta

Utena är stad och huvudstad i Utena i Litauen. Den är belägen i nordöstra delen av landet och har omkring 36 000 invånare. Stadens yta är 15,1 kvadratkilometer och är den till ytan åttonde största staden i landet. Fyra floder korsar regionen, Vyžuona, Krašuona, Vieša och Utenėlė. 

## Distrikt
- Aukštakalnis
- Ąžuolija
- Centras (Centrum)
- Dauniškis
- Pramonės rajonas (Industriområde)
- Rašė
- Vyturiai
- Šilinė
- Grybeliai
- Krašuona

## Sport
- Futbolo klubas Utenis (litauisk fotbollsklubb);
- Utenis (damer) (fotbollslag för damer);
- Utenio stadionas (fotbollsarena, kapacitet 3 000);[1]
- BC Juventus Utena

## Parker och sjöar
I staden finns två sjöar, Dauniškis och Vyžuonaitis. Det finns också ett flertal parker: Stadsparken, Vyžuona Park, Dauniškisparken, Krašuona Park, Aukštakalnis Pine Forest, Rašė Park, Utenėlė Park och Vieša Park.
| City Garden | Dauniškis park | Krašuona Park |  |

## Vänorter
- Lidköping, Sverige
- Wikimedia Commons har media som rör Utena.